# Erátyra
Erátyra är en ort i Grekland.   Den ligger i prefekturen Nomós Kozánis och regionen Västra Makedonien, i den norra delen av landet, 300 km nordväst om huvudstaden Aten. Erátyra ligger 780 meter över havet och antalet invånare är 738.
Terrängen runt Erátyra är varierad. Runt Erátyra är det ganska glesbefolkat, med 40 invånare per kvadratkilometer. Närmaste större samhälle är Siátista, 9,3 km söder om Erátyra. Trakten runt Erátyra består i huvudsak av gräsmarker.